# Comté de Furnas
Le comté de Furnas est un comté de l'État du Nebraska, aux États-Unis.
Son siège est la ville de Beaver City.